# Santana do Mundaú
Santana do Mundaú is een gemeente in de Braziliaanse deelstaat Alagoas. De gemeente telt 12.039 inwoners (schatting 2009).